# Линден (Вашингтон)
Линден (енгл. Lynden) град је у америчкој савезној држави Вашингтон. По попису становништва из 2010. у њему је живело 11.951 становника.

## Демографија
Према попису становништва из 2010. у граду је живело 11.951 становника, што је 2.931 (32,5%) становника више него 2000. године.
| Група             | 2000.         | 2010.          |
| Белци             | 8.222 (91,2%) | 10.264 (85,9%) |
| Афроамериканци    | 24 (0,3%)     | 79 (0,7%)      |
| Азијати           | 204 (2,3%)    | 301 (2,5%)     |
| Хиспаноамериканци | 427 (4,7%)    | 1.036 (8,7%)   |
| Укупно            | 9.020         | 11.951         |